# 1493 w polityce

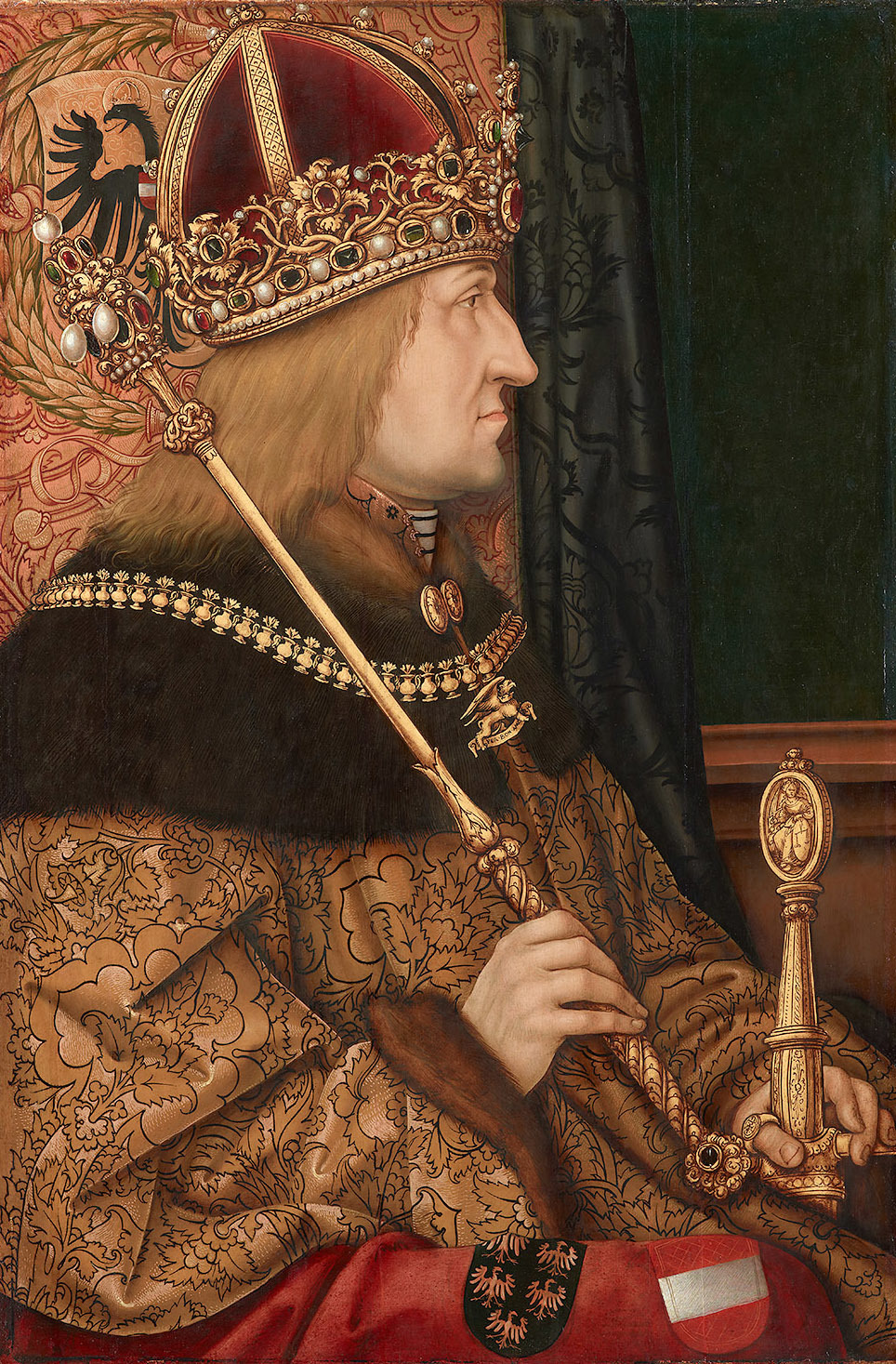
Fryderyk III Habsburg

Wydarzenia polityczne w 1493 roku.

## Wydarzenia
- Maksymilian I Habsburg został arcyksięciem Austrii[1].

## Zmarli
- 19 sierpnia Fryderyk III Habsburg, cesarz rzymski.